# Joy (Giovanni Allevi)
Joy è un album del pianista italiano Giovanni Allevi, pubblicato il 29 settembre 2006.

## Genesi del disco
Il disco è stato concepito dall'autore al ritorno da una tournée in Cina, quando fu colto da un attacco di panico sotto casa, a Milano. Durante il viaggio in ambulanza si ripromise di esprimere la sua gioia di vivere (Joy, per l'appunto) attraverso la musica nel caso si fosse salvato.
Rispetto a No Concept «c'è una dilatazione delle forme, è aumentato lo sviluppo compositivo e alla fine si crea la particolare sensazione che sia un album più breve, anche se in realtà è più lungo. E c'è poi il recupero del virtuosismo».
Joy è stato inciso «senza averlo mai suonato prima, se non nella mia mente: il pianoforte deve restare un'isola incontaminata da esplorare, dove l'emozione ha il sopravvento sulla tecnica».
Dal tour è stato realizzato un DVD intitolato Joy tour 2007 registrato all'Arena Sferisterio di Macerata il 26 agosto 2007.

## Vendite
Joy ha ottenuto un grande successo sia la tra la critica che tra il pubblico. Alla sua prima settimana di vendite è entrato direttamente alla n° 10 della classifica PIMI/Nielsen degli album.
A inizio 2007 era rimasta per ben 14 settimane in classifica, ottenendo addirittura la n°1 della classifica PMI/Nielsen degli album indipendenti.
Il disco è rimasto 100 settimane consecutive nella classifica Fimi/Nielsen e ha venduto 150 000 copie (che per un album di composizioni di piano solo è un record assoluto).

## Tour
Dopo le 3 anteprime svoltesi nell'autunno 2006 a Roma (22 ottobre Auditorium Parco della Musica), Milano (27 ottobre Blue Note) e Bari (10 novembre Festival Time Zones) tra febbraio e aprile 2007 si è svolto il vero e proprio tour nei teatri italiani. Il tour si è concluso il 30 settembre 2007 a Roma.

## Tracce
1. Panic – 4:40
2. Portami via – 4:09
3. Downtown – 4:32
4. Water dance – 4:11
5. Viaggio in aereo – 2:32
6. Follow you – 5:31
7. Vento d'Europa – 5:27
8. L'orologio degli dei – 6:26
9. Back to life – 4:38
10. Jazzmatic – 3:43
11. Il bacio – 3:33
12. New renaissance – 3:37